# Гладуняк Іван Васильович
Іван Васильович Гладуняк (*15 травня, 1959, Нижнє Коломийського району Івано-Франківської області) — український політик, громадський діяч, автор книжки «Розвиток системи політичного управління в сучасній Україні», Голова Наглядової ради Хмельницького обласного фонду «Благовіст»
Народився 15 травня 1959 року у с. Нижнє Коломийського району Івано-Франківської області у сім'ї селян. У родині було п'ятеро дітей. Іван — наймолодший.

## Освіта
Має дві вищі освіти: закінчив у 1982 році Львівський політехнічний інститут за спеціальністю «Теплові електричні станції» та у 1999 році — Київський університет імені Т.Шевченка за спеціальністю «Правознавство».
У 2001 ці захистив кандидатську дисертацію «Правові проблеми формування політичної системи в Україні на сучасному етапі».

## Кар'єра
Серпень 1976 — травень 1977 — робітник Коломийського виробничого об'єднання металовиробів «Прикарпаття» Івано-Франківської області.
Вересень 1977 — червень 1982 — студент Львівського політехнічного інституту.
Листопад 1982 — грудень 1985 — інженер, старший інженер Запорізького виробничого енергетичного об'єднання «Дніпроенерго».
Січень 1986 — березень 1988 — машиніст-обхідник турбінного обладнання Хмельницької АЕС.
Березень 1988 — липень 1990 — старший інженер по експлуатації турбінного цеху, старший інженер по управлінню турбіною Хмельницької АЕС.
Липень 1990 — квітень 1991 — провідний інженер, начальник відділу зовнішніх зв'язків та інформації.
Квітень 1991 — вересень 2002 — Нетішинський міський голова.
Вересень 2002 — березень 2005 — заступник голови Хмельницької обласної державної адміністрації.
4 березня 2005 — 27 липня 2006 — голова Хмельницької обласної державної адміністрації.
4 травня 2006 — 19 листопада 2010 — голова Хмельницької обласної ради
У 2006 році присвоєно звання «Заслужений юрист України». У 2007 році отримав вчене звання доцента.
У 2009 році нагороджений орденом «За заслуги» ІІІ ступеня
Одружений, виховує двох синів.
7 серпня 2014 року Іван Гладуняк за своєю ініціативою вийшов з бюро та з партії «Батьківщина»
У 2015 році обраний депутатом Хмельницької обласної ради від партії «Європейська Солідарність» по округу № 2